# LeserZeitung
Die LeserZeitung: Alternativmagazin war eine alternative Schweizer Zeitschrift, die von 1975 bis 1979 existierte und ein neues Konzept des Zeitschriftenlesers einführte.

## Ideologie
Die LeserZeitung wollte ein «Modell» schaffen, das in der Schweiz «keine Vorbilder» hatte: 

«Kein reicher Industrieherr oder Verbandsboss riskiert hier sein Geld und gewinnt dafür die Möglichkeit, die Gesellschaft und Politik zu beeinflussen. Sie, lieber Leser, riskieren Ihren Abonnementsbetrag … und werden so Mitbesitzer der LESERZEITUNG. Sie erhalten dafür die Möglichkeit, Ihr Blatt zu leiten und zu gestalten.»

Die Mitglieder der Vereinigung LESERZEITUNG wählten «alljährlich den Vorstand, der in ihrem Auftrag und nach ihrem Willen das Konzept des Magazins entwickelt und dessen Verwirklichung überwacht».

«Sie selber, der Leser, sind es, der den Köchen der Informationsindustrie ihr Meinungssüppchen versalzt, der in der gesellschaftlichen und politischen Landschaft die trennenden Zäune niederreisst und zu neuen Zielen aufbricht.»

## Erscheinungsverlauf
Die LeserZeitung erschien vierzehntäglich vom 13. Februar 1975 (Nr. 1) bis zum 11. September 1979 (Nr. 112/113). Im Oktober 1979 fusionierte sie mit dem focus: das zeitkritische Magazin und wurde zum Tell.